# Parfionowo (Kraj Ałtajski)
Parfionowo (ros. Парфёново) – wieś (sieło) w Rosji, w Kraju Ałtajskim, w rejonie topczichińskim. W 2021 liczyła 917 mieszkańców.